# Михайловская церковь (Нежин)
Михайловская церковь — православный храм и памятник архитектуры национального значения в Нежине.

## История
Постановлением Кабинета Министров УССР от 24.08.1963 № 970 «Про упорядочение дела учёта и охраны памятников архитектуры на территории Украинской ССР» («Про впорядкування справи обліку та охорони пам'ятників архітектури на території Української РСР») присвоен статус памятник архитектуры национального значения с охранным № 827 под названием Греческая Михайловская церковь.
Установлена информационная доска.

## Описание
Церковь является одной из важнейших архитектурных доминант центра города Нежина. Всехсвятская, Михайловская и  Троицкая церкви образовывают единый историко-культурный комплекс XVIII века.
Церковь построена в период 1719-1729 годы (по другим данным 1714-1732, 1714-1729 годы) Нежинским греческим братством на месте деревянной церкви 1680 года. Освящена в 1731 году киевским митрополитом Рафаилом Забаровским.
Небольшая, каменная, тридильная, однонефная, однокупольная, с гранёным центром церковь. С восточной стороны имеется полукруглая апсида, а западной — притвор (бабинец). На северной стороне алтарной стены размещены мраморные доски с текстом на греческом языке. Служба в храме велась на греческом языке. В XIX веке была сооружена трёхъярусная колокольня с пилястрами на втором и колонами на третьем ярусах, завершалась высоким шпилем; не сохранилась.
После 1917 года в церкви был обустроен склад. Роспись, иконостас и реликвии церкви не сохранились. Церковь была передана религиозной общине Черниговской епархии УПЦ.